# Peter Jühling
Peter Jühling (* 9. September 1925 in Coburg; † 9. Dezember 2011 ebenda) war ein deutscher Industriemanager, Träger des Bundesverdienstkreuzes, Ehrensenator der Hochschule Coburg und Ehrenpräsident der IHK Coburg.

## Leben
Peter Jühling wurde 1925 in Coburg als Sohn von Ernst Jühling und dessen zweiter Frau Hertha Jühling geboren. Ernst Jühling war mit Max Brose Gründer und von 1919 bis 1956 Mitgesellschafter der Firma Metallwerk Max Brose und Co. Peter Jühling besuchte  das Gymnasium Casimirianum Coburg. Nach seinem Abitur absolvierte er den Kriegsdienst in der Luftwaffe. Anschließend studierte er Maschinenbau an der Technischen Hochschule Karlsruhe und wurde Diplom-Ingenieur. Anschließend studierte er Betriebswirtschaftslehre an der Universität Erlangen. Während seines Studiums schloss er sich dem Corps Franconia Darmstadt an.
Nach seinem Studium begann er seine Karriere 1962 als Betriebsleiter der Firma Bochumer Verein für Gussstahlfabrikation. 1960 wechselte er zur Siemens AG nach Erlangen. 1969 kam Jühling nach Neustadt bei Coburg und wurde Werkleiter des dortigen Kabel- und Leitungswerks. 1971 wurde er Direktor im Hauptbereich Werksgruppe der Kabelwerke der Siemens AG.
Neben seiner unternehmerischen Tätigkeit engagierte er sich vielfältig in der Coburger Region. Das Engagement in der Industrie- und Handelskammer (IHK) zu Coburg begann mit seiner Wahl in die Vollversammlung 1978. Ein Jahr später wurde er IHK-Vizepräsident und 1980 Präsident der IHK zu Coburg. In seine Amtszeit fiel u. a. der Ausbau des IHK-Weiterbildungszentrums. Ein wichtiges Anliegen war ihm auch die Pflege der Zusammenarbeit der IHK mit der Hochschule Coburg. Er war Ehrensenator der Hochschule Coburg und Mitglied im Kuratorium der Hochschule. Mit dem Eintritt in den Ruhestand und dem damit verbundenen Ende seiner IHK-Präsidentschaft wurde er 1988 zum Ehrenpräsidenten der Kammer ernannt. 
Auf Vorstandsebene war Peter Jühling in der Vereinigung der bayrischen Arbeitgeberverbände, dem Arbeitgeberverband Coburg sowie beim Verband der Bayrischen Metallindustrie, Bezirksgruppe Coburg, aktiv. Auf politischer Ebene war er jahrelang als Vorsitzender des Wirtschaftsbeirates der Union in Coburg tätig.

## Ehrungen
- 1978: Bundesverdienstkreuz am Bande
- 1983: Bundesverdienstkreuz 1. Klasse
- 1987: Bayerischer Verdienstorden